# Lecionário Comum Revisado
O Lecionário Comum Revisado é um lecionário de leituras ou perícopes da Bíblia para uso no culto cristão, prevendo o ano litúrgico com seu padrão de observância de festivais e estações do ano. Foi precedido pelo Lecionário Comum, reunido em 1983, precedido pelo Lecionário da COCU, publicado em 1974 pela Consulta sobre a União da Igreja (COCU). Esse lecionário foi derivado de vários lecionários protestantes em uso atual, que por sua vez foram baseados no Ordo Lectionum Missae de 1969, um lecionário de três anos produzido pela Igreja Católica Romana após as reformas do Concílio Vaticano II.